# قمرکندی
قمرکندی یکی از روستاهای استان آذربایجان شرقی است که در دهستان نظرکهریزی بخش نظرکهریزی شهرستان هشترود واقع شده‌است.اغلب فعالیت ساکنان این روستا کشاورزی و نیز دامپروری است.این روستا دارای روزانه نیم ساعت سهمیه ی آب آشامیدنی برای هر خانه است.لوله کشی گاز در این روستا به سبب اینکه اکثر افراد تنها زمان کاشت و برداشت سکونت دارند انجام نشده است درحالی که روستاهای اطراف دارای گاز هستند.